# NGC 7096
NGC 7096 é uma galáxia espiral (Sa) localizada na direcção da constelação de Indus. Possui uma declinação de -63° 54' 30" e uma ascensão recta de 21 horas, 41 minutos e 19,1 segundos.
A galáxia NGC 7096 foi descoberta em 31 de Agosto de 1836 por John Herschel.